# Peucedanum officinale
Peucedanum officinale é uma espécie de planta com flor pertencente à família Apiaceae. 
A autoridade científica da espécie é L., tendo sido publicada em Species Plantarum 1: 245. 1753.
Os seus nomes comuns são brinça, esvatão-porcino ou funcho-de-porco.

## Portugal
Trata-se de uma espécie presente no território português, nomeadamente os seguintes táxones infraespecíficos:
- Peucedanum officinale subsp. officinale - presente em Portugal Continental. Em termos de naturalidade é nativa da região atrás referida. Não se encontra protegida por legislação portuguesa ou da Comunidade Europeia.